# Piccoli omicidi tra amici
Piccoli omicidi tra amici (Shallow Grave) è un film del 1994 diretto da Danny Boyle. Primo lungometraggio diretto da Boyle, è stato girato a partire da un soggetto originale di John Hodge, a sua volta ispirato ai Racconti di Canterbury di Geoffrey Chaucer.

## Trama
Tre amici, che convivono in un appartamento di Edimburgo, affittano una camera ad un misterioso romanziere che li paga in contanti e lascia trasparire ben poco sulla propria identità e sulla propria vita. Un giorno trovano il nuovo coinquilino morto nella propria stanza, apparentemente per overdose di eroina, e sotto il letto una valigia piena di sterline. I tre si sbarazzano del cadavere, facendolo a pezzi e sotterrandolo in un bosco.
Nel frattempo i rapporti fra i tre amici si incrinano. Ad un certo punto due criminali, che un tempo erano in affari con il morto, rintracciano i tre amici con l'intenzione di recuperare i soldi, ma vengono uccisi e sepolti analogamente all'amico già defunto. Le cose fra i tre amici peggiorano sempre più. Il denaro trovato è molto e ognuno di loro non è più disposto a dividerlo con gli altri due. La disputa finale per entrarne in possesso sarà senza esclusione di colpi e stravolgerà di fatto il carattere mite dei tre protagonisti.

## Produzione
In questo film ricopre per la prima volta un ruolo da protagonista l'allora sconosciuto Ewan McGregor.
Il film è ambientato ad Edimburgo, ma è stato girato prevalentemente a Glasgow, per via di un finanziamento da £150.000 stanziato dal Glasgow Film Fund.

## Riconoscimenti
- 1995 – BAFTA
  - Miglior film britannico

- 1994 – Noir in Festival
  - Menzione speciale della giuria

- 1995 – Festival del film poliziesco di Cognac
  - Grand Prix